# Hugo von Sponheim
Hugo von Sponheim, eigentlich Spanheim, († 1. Juli 1137) war für kurze Zeit im Jahr 1137 Erzbischof des Erzbistums Köln. Er entstammte dem bedeutenden Grafengeschlecht der Sponheimer.

## Leben

Wappen der Grafschaft Sponheim

Hugo war angeblich der vierte Sohn des Grafen Stephan II. von Sponheim und dessen Frau Sophie. Seine Schwester Jutta von Sponheim war 1112 die Gründerin und bis zu ihrem Tod im Dezember 1136 die erste Magistra der Frauenklause des Klosters Disibodenberg. Die agnatische Zugehörigkeit zum Geschlecht der Spanheimer ist umstritten. Friedrich Hausmann ordnet ihn als Bruder von Jutta und Meginhard von Sponheim ein.
Hugo wird erst 1127 urkundlich greifbar als Domherr und Domdekan in Köln. Zugleich war er Propst des Marienstifts in Aachen. Er stiftete auf Veranlassung Friedrichs I. die Prämonstratenserabtei Knechtsteden westlich von Dormagen. Vögte von Knechtsteden waren die Verwandten der Sponheimer, die Grafen von Are-Hochstaden.
Hugo wurde im Jahr 1137 auf dem Italienfeldzug Lothars III. zum Nachfolger des verstorbenen Erzbischofs Bruno II. von Berg erhoben, starb aber schon kurz nach seiner Konsekration am 1. Juli 1137. Er wurde in Bari beigesetzt.